# British Rail Clase D2/7
La British Rail Clase D2/7 fue una locomotora diésel encargada por British Rail en Inglaterra, en el período anterior a la introducción del sistema de denominación TOPS. Construida por Hudswell Clarke, disponía de un motor Gardner y de una transmisión mecánica que usaba un acoplamiento hidráulico. Su caja de cambios de tres velocidades Power-flow SSS (una transmisión semiautomática), era una especialidad de Hudswell Clarke. Se fabricó un total de 10 unidades entre 1955 y 1956, manteniéndose en servicio hasta 1967.

## Apariencia
La D2/7 tenía un aspecto anticuado, con una carcasa del motor de altura completa y una pequeña chimenea tipo locomotora de vapor. La British Rail Clase D2/12 posterior, aunque mecánicamente similar, tenía una apariencia más moderna.

## Conservación
Originalmente se conservó una locomotora después de la retirada de la serie, pero posteriormente sería desguazada por la empresa C F Booth de Rotherham en 2005.

## Modelismo ferroviario
Invertraindispone de un kit con vías de 7 mm de ancho (escala 0).
Así mismo, Mercian Models fabrica kits para esta locomotora y para la versión industrial muy similar, tanto en escala de 4 mm como en escala de 7 mm.